# Peruseau
Le Péruseau, appelé ru des Pierres sur la première partie de son parcours, est un affluent de l'Ouanne qui coule dans le département de l'Yonne en France.

## Parcours
Le Péruseau se jette dans l'Ouanne sur la commune de Charny, en amont du bourg.
Sa confluence est plus facile à déterminer que sa source, à cause de son changement de nom en cours de route et de branches multiples à son origine.
Le ru des Pierres commence avec deux branches principales. 

Celle plus au sud, la plus longue avec 4,6 km de long, prend source 400 m en amont de l'étang Neuf près des Casseaux, sur la commune de Grandchamp à environ 3 km à l'est de ce bourg et à seulement deux km au nord de l'Ouanne (près des Hauts Buissons sur la carte ci-contre). Mais l'étang Neuf est à 208 m d'altitude, et le haut du coteau nord de la vallée de l'Ouanne à 210 m d'altitude (avec des points plus élevés). Pour deux mètres de différence de hauteur, le ru s'engage donc vers le nord et vers Perreux au lieu de rejoindre l'Ouanne par le chemin le plus court. 
La deuxième branche principale, longue de 3,6 km, prend source dans le bois de Bontin, dans le sud de la commune de Sommecaise (à 400 m du dolmen de Pierrefitte). Passant presque aussitôt dans le territoire de Grandchamp, elle y alimente trois étangs à la suite l'un de l'autre sur son parcours vers le nord-ouest ; mais à sa sortie du premier étang elle reçoit une troisième branche de 1,9 km de longueur qui, elle, passe par l'étang du Clocher (sur Sommecaise) et l'étang de Brion (sur Perreux) avant de rejoindre la deuxième branche puis, ensemble, de se réunir à la première branche. 

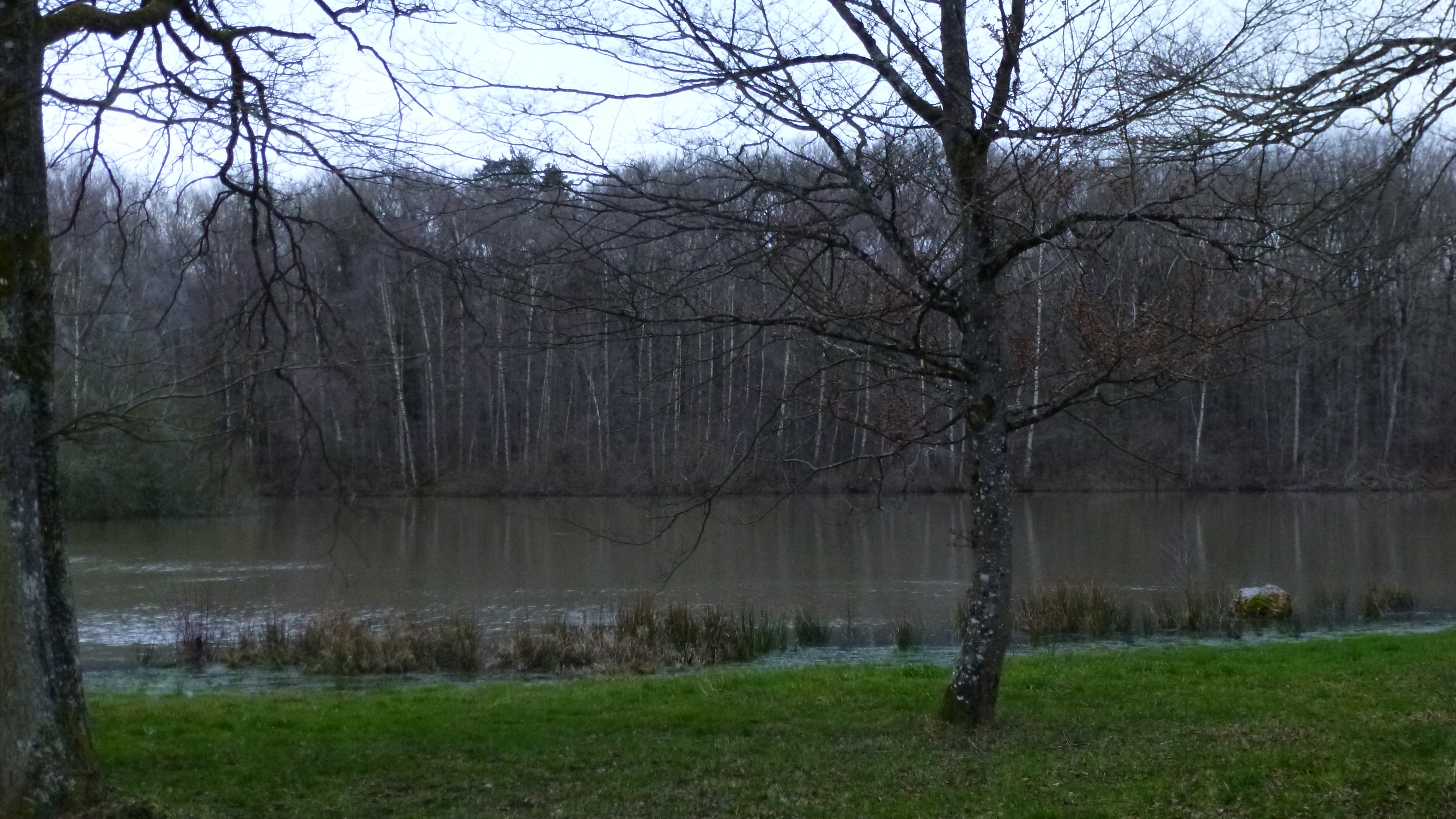
Étang de Brion
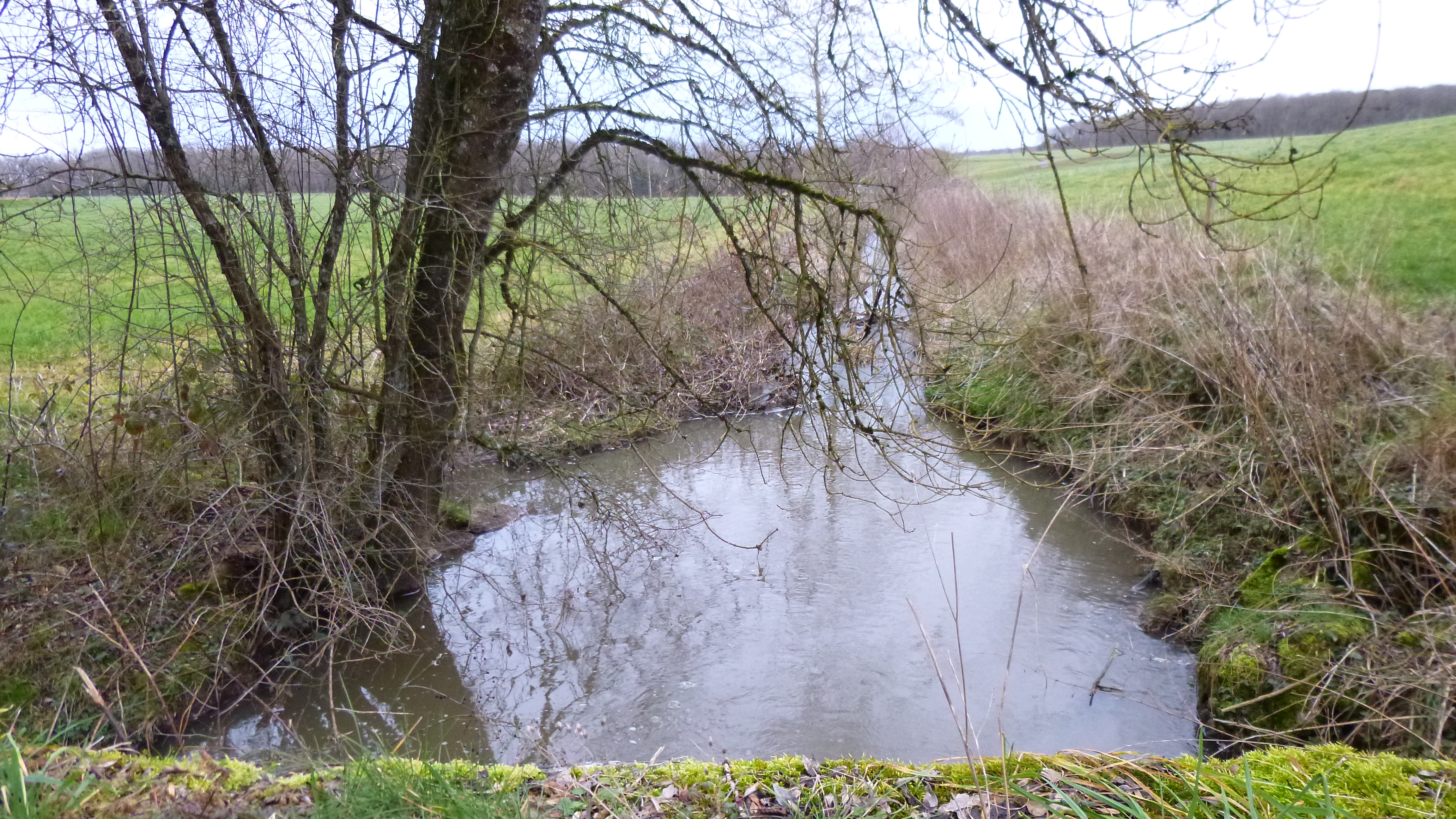
À L'Ermite, après la confluence avec la 2e branche (étang de Brion) et avant la confluence avec la 4e branche
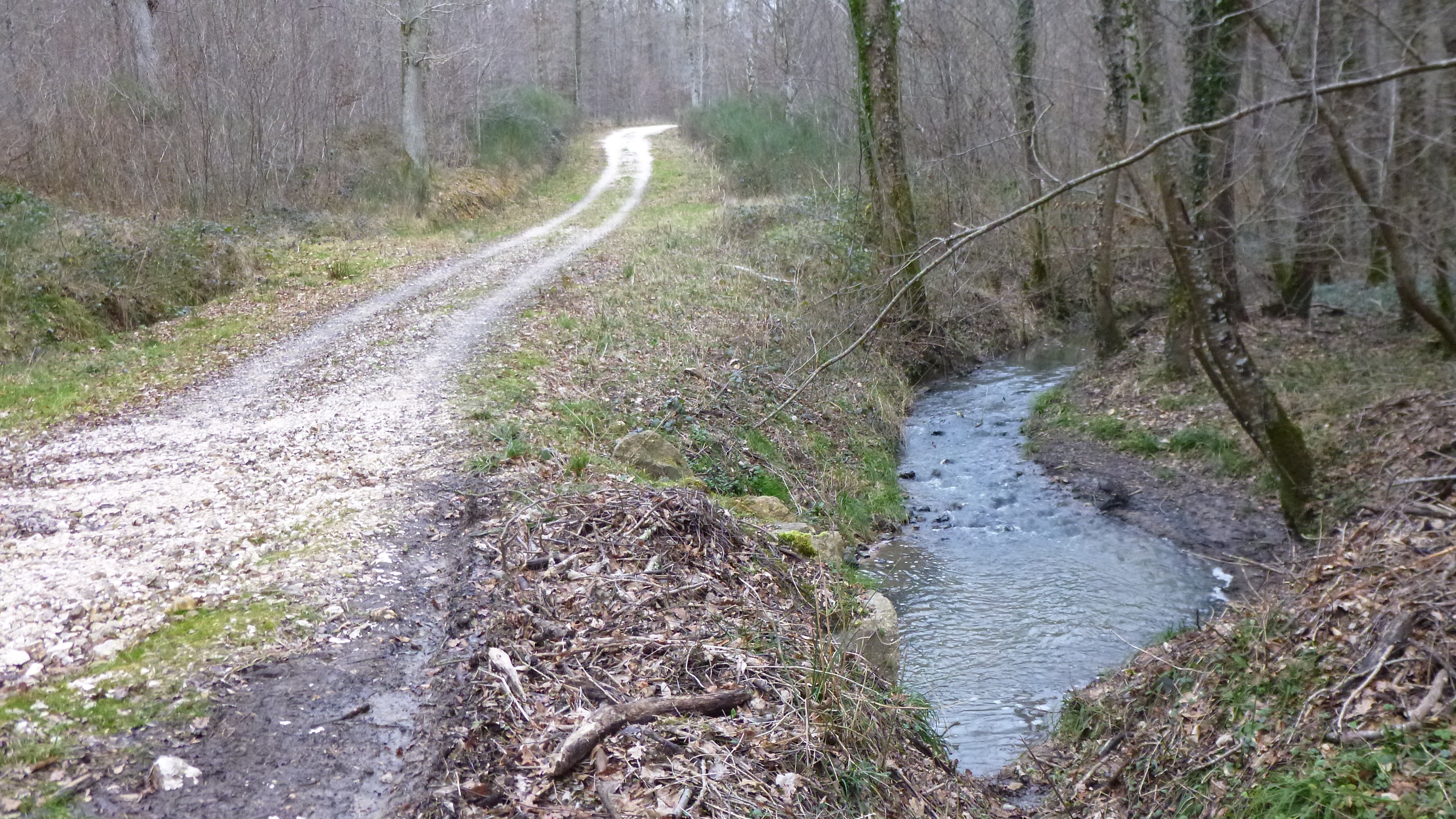
Bois de Glatigny : 5e branche, venant de l'étang de la Culotte

Les deux branches principales se rencontrent près du hameau L'Ermite, avant de passer la route. 400 m après cette confluence, arrive une quatrième branche en rive droite - petit ru de 800 m de long venant de l'étang des Bergeries. 

À la Petite Coudre 1 km plus au nord, le cours d'eau reçoit une cinquième branche, un ru de 1,3 km de long venant de l'étang de la Culotte (sur la commune de Sommecaise).

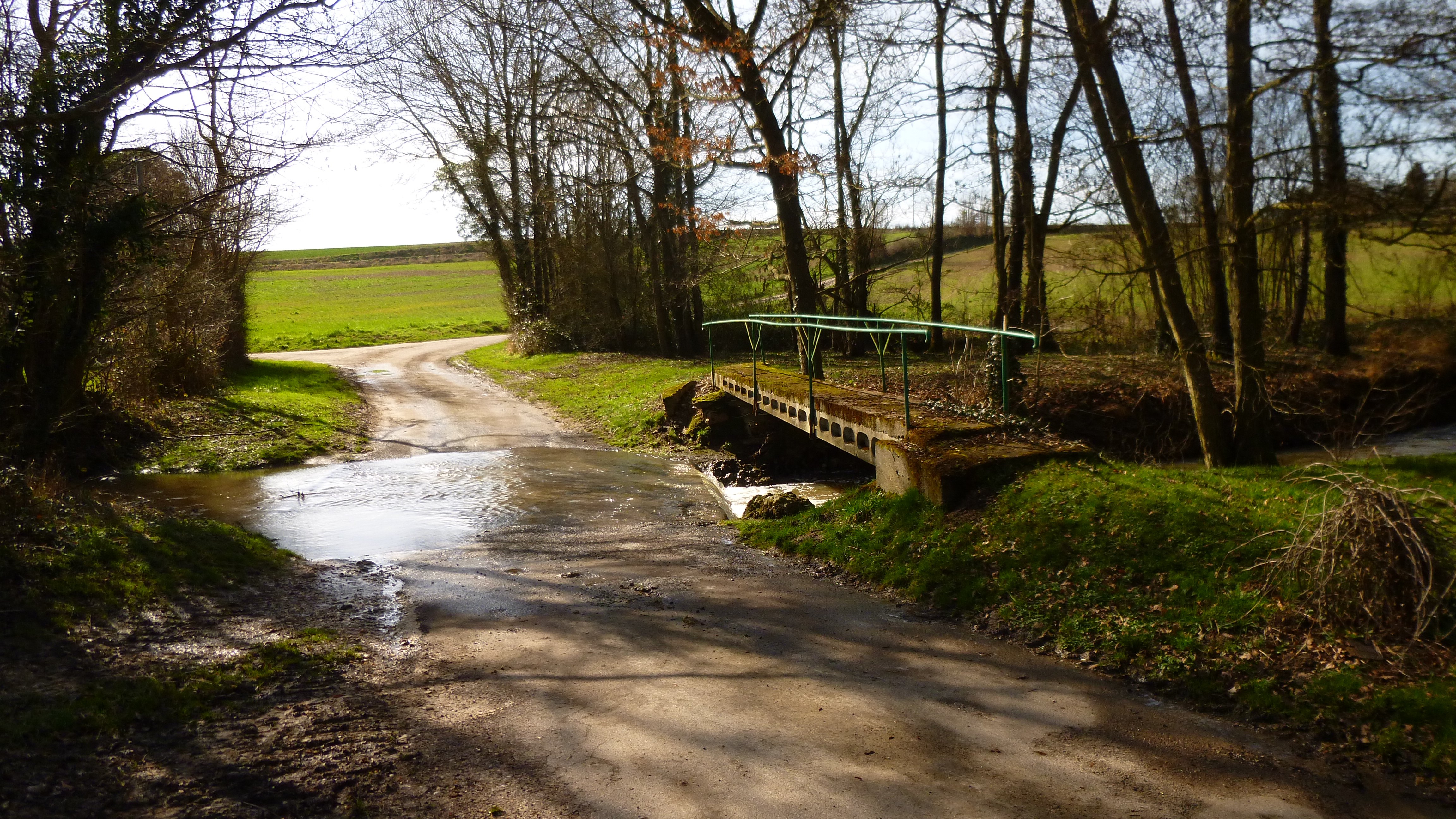
Le ru des Pierres au gué carrossable du moulin de la Coudre

Il semble que ce soit à partir de la Petite Coudre qu'il devient "officiellement" le ru des Pierres, ce sur 4,3 km jusqu'à la confluence avec le ru des Morisois au Petit Moulin. 

Au Petit Moulin
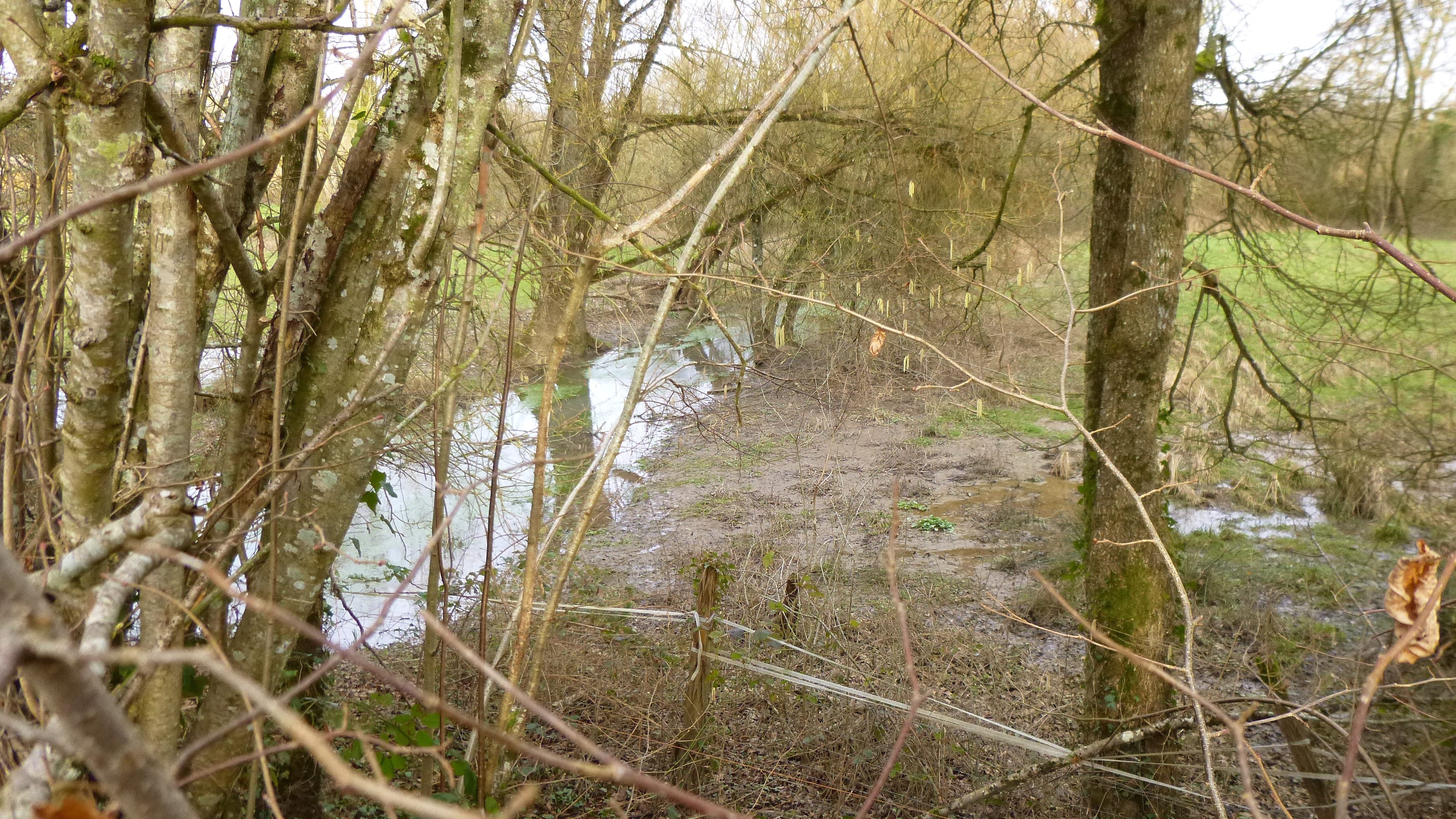
Le ru des Morisois avant qu'il ne passe la route, vue vers l'amont
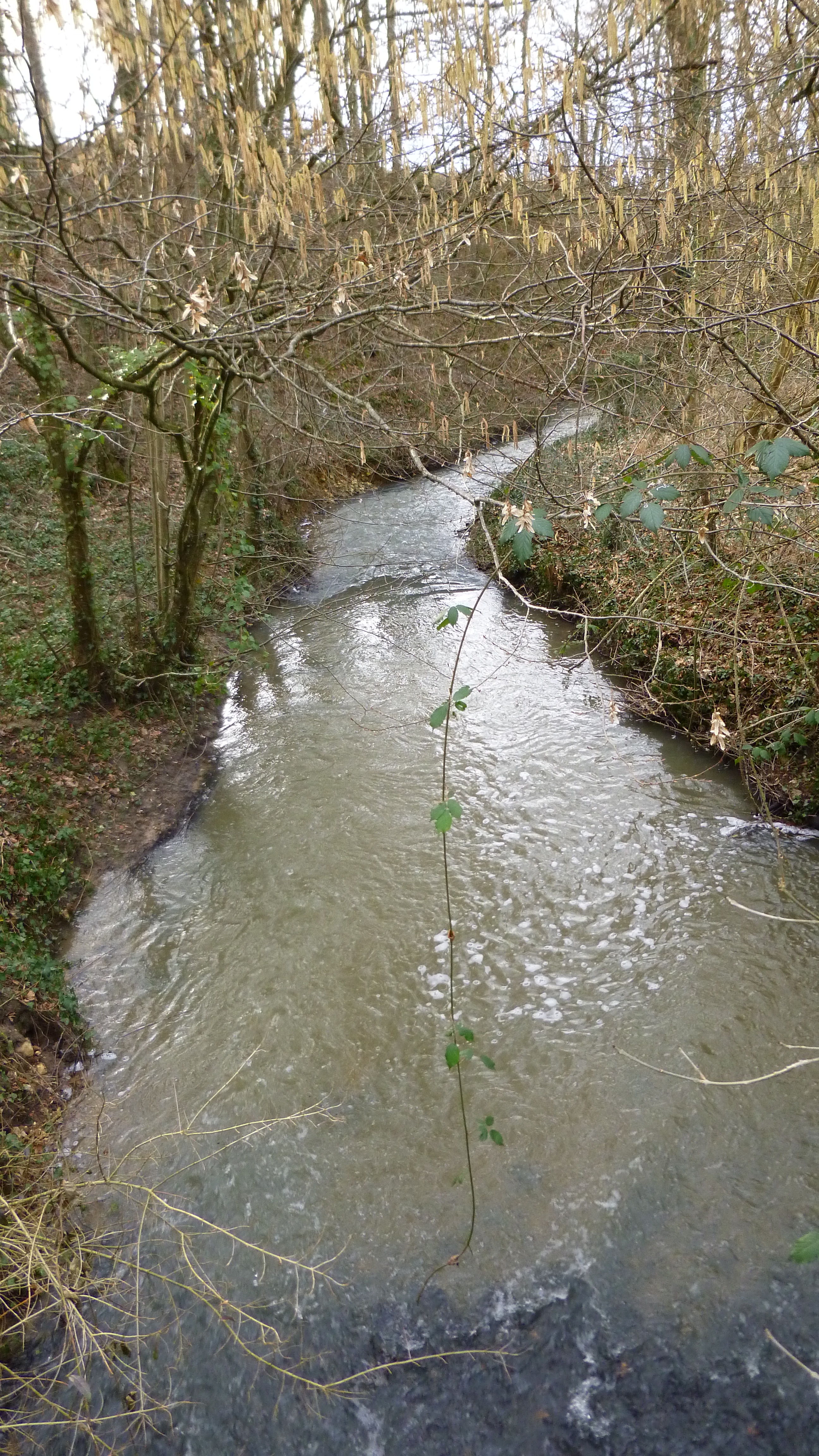
Le ru des Pierres, vue vers l'aval

D'une longueur de 9,4 km si l'on ne tient pas compte du cours d'eau en amont de l'Ermite, le Péruseau atteint 14 km lorsqu'on inclut la section allant de l'étang Neuf à la Petite Coudre.

### Forage du Péruseau
Au sud de Charny se trouve un forage de 30 m de profondeur, appelé "forage du Péruseau", qui alimente ce bourg en eau potable. Une enquête d'utilité publique de 2013 a trouvé un excès de nitrates, de pesticides et de turbidité

## Communes traversées

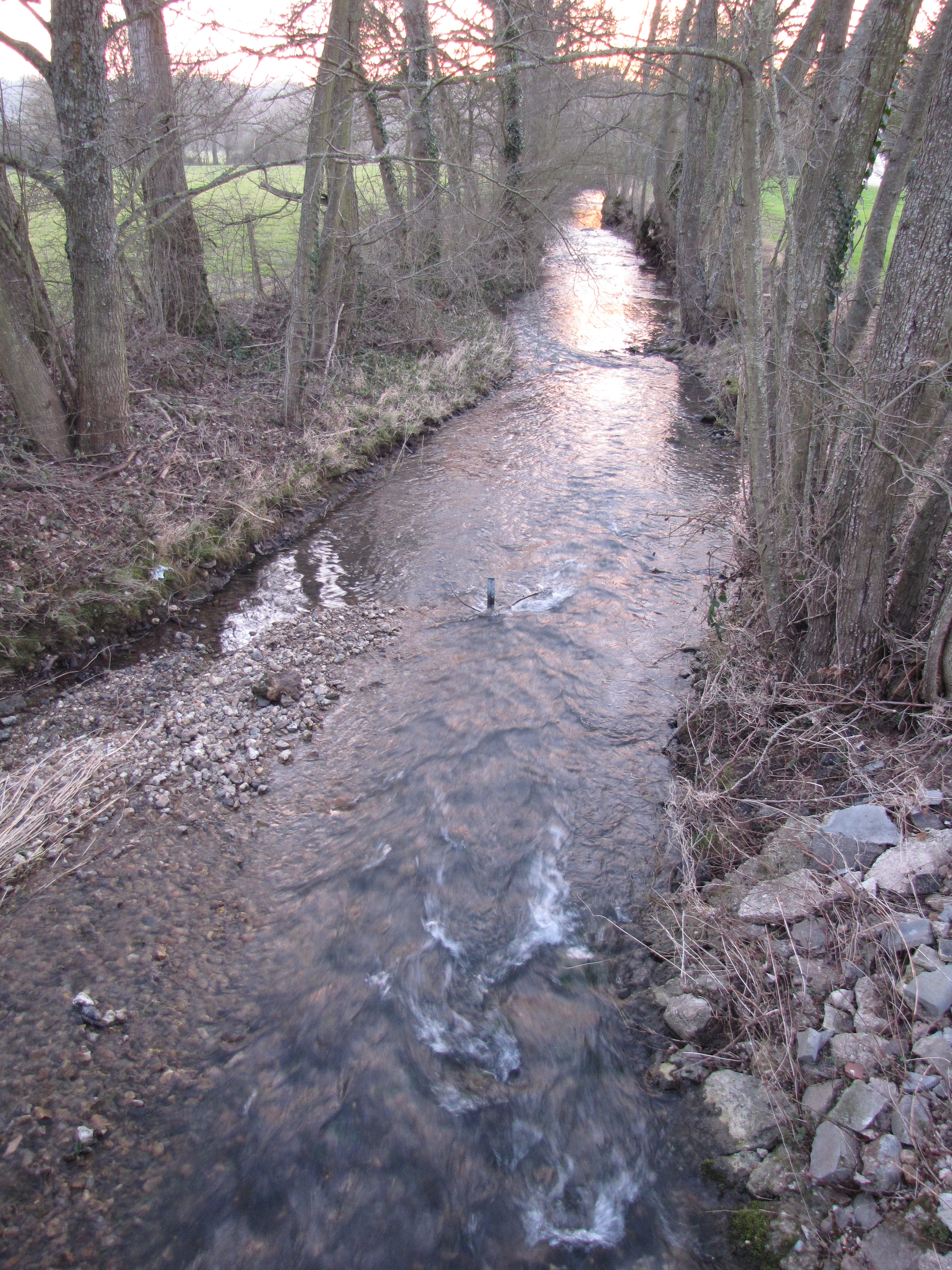
Le Péruseau passant la D950 près du hameau de Péruseau au sud de Charny

Sommecaise ~ Perreux ~ Charny

## Affluents
Le ru des Morisois

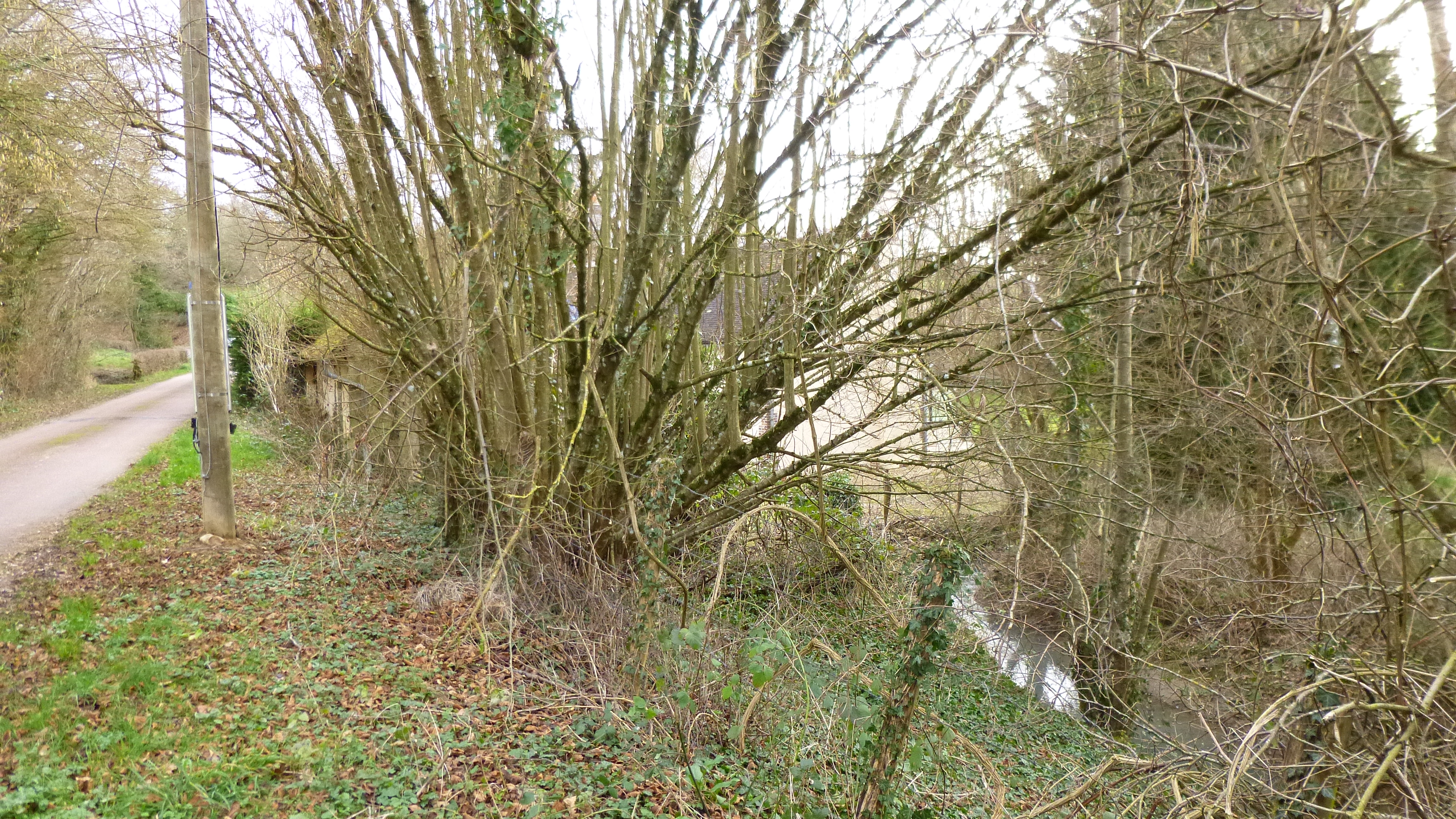
Le ru des Morisois au Petit Moulin

prend source à 350 m à l'est des Besnards et 400 m au nord des Boisseaux sur la commune de Perreux, seule commune à en être arrosée.
Tout son cours s'écoule vers le sud-est.
Après 1,25 km il reçoit en rive gauche les eaux d'un petit ru né au sud des Boisseaux.
Il rejoint le ru des Pierres 2,35 km plus loin, au Petit Moulin au nord de Perreux, à 165 m d'altitude.

Le cours d'eau devient le Péruseau à partir de cette confluence.
Le ru des Josselins
naît dans le nord de la commune de Perreux, au bord de la route de Perreux à Prunoy entre les Demets et les Garniers, à 185 m d'altitude.
Il s'écoule vers le sud-est, passant dans la commune de Charny quelque 1,1 km plus loin.
Coulant côté Charny plus ou moins en parallèle avec la limite de commune de Perreux, il suit sur environ 1,7 km  une vallée assez encaissée avec un dénivelé de 30 m à son débouché dans la vallée de l'Ouanne. Là, il conflue avec le Péruseau aux Bonnins, à 150 m d'altitude.
Il mesure 2,8 km de long.

## Environnement
Le deuxième branche principale de ce qui va devenir le ru des Pierres, son affluent (de 1,9 km de long), et le début de la quatrième branche (de 800 m de long), traversent la ZNIEFF des étangs, prairies et forêts du Gâtinais sud oriental.
Le site concerné ici comprend, outre les 90 ha sur Perreux, 190 ha sur Grandchamp et 70 sur Sommecaise (chiffres très approximatifs, à 10 ha près). Cette zone est marquée par le réseau hydrologique des prémices du Péruseau. En plus des rus mentionnés ici, on y retrouve les étangs des Bergeries, du Clocher, de Brion, et les trois étangs en chaîne sur la première branche principale décrite plus haut ; le plus petit de ces étangs fait plus de 2 000 m2, le plus grand approche les 3 ha. S'y trouvent également plusieurs mares et nombre de trous humides. Les habitats visés incluent des eaux douces stagnantes, des eaux courantes, des prairies humides et mégaphorbiaies, et des bois.